# Попівці (Вінницький район)
Попівці (раніше Ворошилівка (1936—1958), Жовтневе (1958  — 2016)) — село в Україні, у Погребищенській міській громаді Вінницького району Вінницької області. Населення становить 128 осіб.

## Географія
Селом протікає річка Безіменна, ліва притока Росі.

## Історія
1847 року у селі було збудовано Покровську церкву.
12 травня 2016 року селу повернуто його історичну назву — Попівці.
12 червня 2020 року, відповідно до розпорядження Кабінету Міністрів України № 707-р «Про визначення адміністративних центрів та затвердження територій територіальних громад Вінницької області», увійшло до складу Погребищенської міської громади.
17 липня 2020 року, в результаті адміністративно-територіальної реформи та ліквідації Погребищенського району, село увійшло до складу Вінницького району.

## Населення
За даними перепису 2001 року кількість наявного населення села становила 128 осіб, із них 100 % зазначили рідною мову українську.
| Рік            | ~1887 | 1989 | 2001 |
| -------------- | ----- | ---- | ---- |
| Кількість осіб | 711   | 196  | 128  |

### Мова
Розподіл населення за рідною мовою за даними перепису 2001 року:
| Мова       | Відсоток |
| ---------- | -------- |
| українська | 100%     |

## Галерея

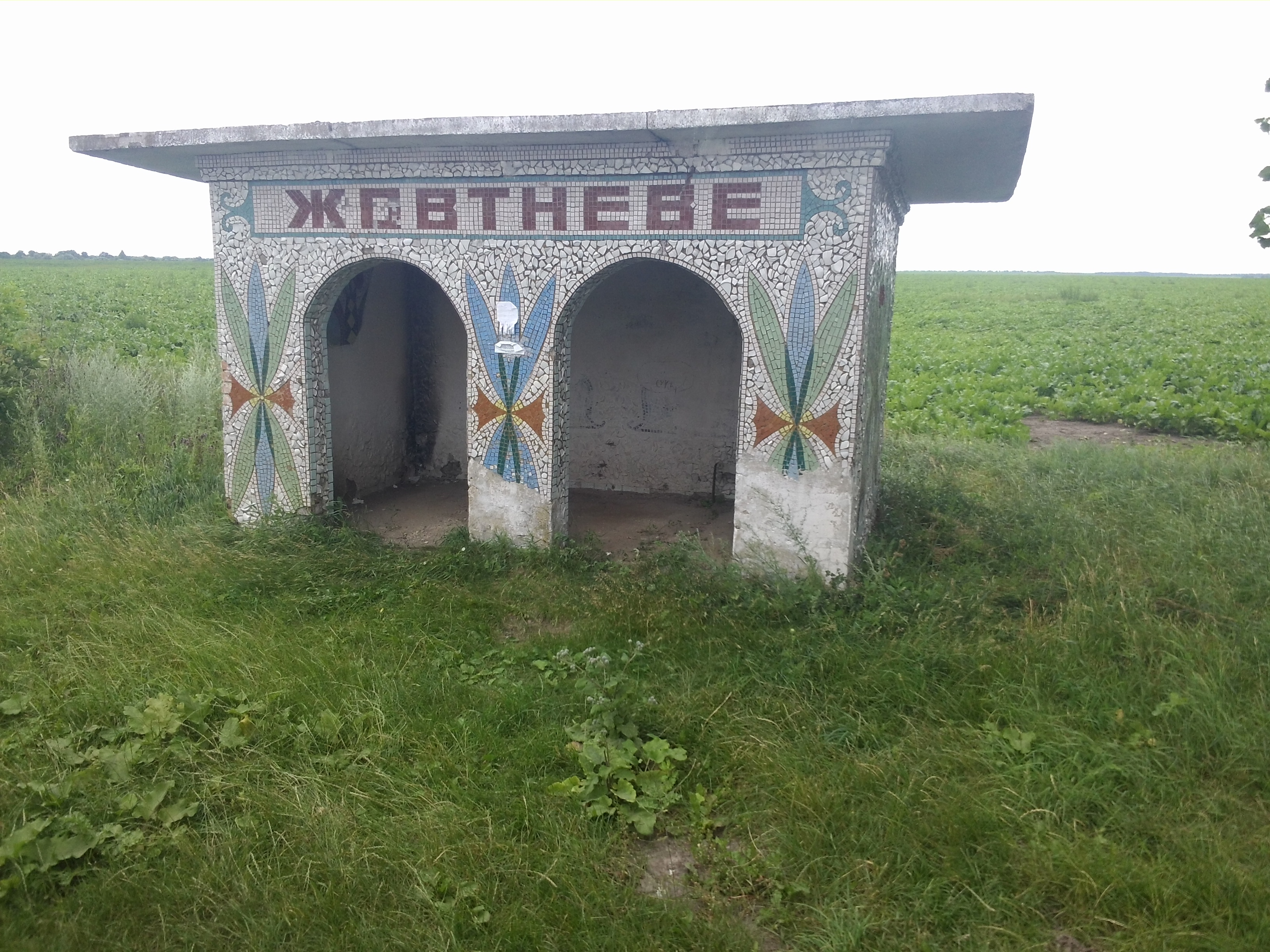
Автобусна зупинка